# V dolinách
V dolinách nebo V slovenských dolinách je píseň, kterou nazpíval Karol Duchoň v roce 1976. Autorsky se na písni podíleli hudební skladatel Peter Hanzely a textař Ľuboš Zeman.

## Coververze písně
V současnosti je nejznámější coververzí písně V dolinách coververze od skupiny Desmod, která ji v roce 2006 nazpívala na svůj album Uhol pohľadu. Další coververze například nazpíval Martin Jakubec Ján Hruška a nebo Peter Bažík (Hit storočia). V listopadu 2023 vydal slovenský DJ Mark Voss dance remix.  

## Spor
V roce 2006 zpěvák Ivan Tásler na předávání ocenění televize Markíza - TOM 2006 zazpíval pozměněný text písně V dolinách (který napsal Vlado Krausz). Udělal to bez souhlasu autora textu písně Ľuboše Zemana. Autor textu písně V dolinách Ľuboš Zeman mu na to nedal povolení již před pár lety než ji neoprávněně zazpíval na TOMovi 2006. Ľuboš Zeman nesouhlasil s přetvořením textu, který úplně změnil myšlenku jeho původního textu hitu V slovenských dolinách a podal žalobu.

## Diskografie

### Píseň od Karola Duchoňa na albech
- 1985 Spomienka na Karola - Karol Duchoň - Opus, LP - 08. V dolinách
- 199? Spomienka na Karola - Karol Duchoň - Open Music, CD
- 2005 To najlepšie - Karol Duchoň - Slovak Radio Records EAN 8585014 223017, CD - 13. V dolinách - (2:37), Tanečný orchester Gustava Broma (dva různí obaly: červený, oranžový s podtitulem - Antológia slovenského...)
- 2005 Retrohity - Slovak Radio Records EAN 8585014 223000, CD - 11. V dolinách - (2:38),
- 2006 20 Naj - Karol Duchoň - Opus EAN 8584019 273324, CD - 20. V slovenských dolinách (02:38)
- 2006 SK Hity 3 - H.O.M.E. Production EAN 8588002 710889, CD - 19. V slovenských dolinách
- 2007 Hit storočia - Opus EAN 8584019 273829, 2CD - 05. V slovenských dolinách - Karol Duchoň -cd2
- 2007 Největší slovenské hity 60's a 70's - Warner MusicEAN 5051442 553628, CD - 07. V slovenských dolinách (2:39) - s Orchestrom Gustava Broma
- 2007 !Boom Hity 1 - H.O.M.E. ProductionEAN 8588003 554130, CD - 13. V slovenských dolinách
- 2008 Najkrajšie slaďáky - Opus EAN 8584019 280421, edícia GOLD, CD - 01. V slovenských dolinách
- 2008 Najkrajšie slaďáky - Universal Music EAN 602517 667679, 2CD - 18. V slovenských dolinách -cd2

### Coververzena albech
- 2005 Oheň gréckych vín - Ján Hruška - Mária Productions EAN 8588003 217011, CD - 11. V dolinách
- 2006 Uhol pohľadu - Desmod - Sony/BMG EAN 828768 349328, CD - 11. V dolinách (3:26)
- 2007 Pamätáš moja drahá 3 - Martin Jakubec - 19. V Dolinách
- 2007 Tie chvíle najkrajšie - Martin Jakubec - 04. V Dolinách
- 2007 Hit storočia - Opus EAN 8584019 273829, 2CD - 05. V slovenských dolinách - Peter Bažík -cd1